# Parliament of Scotland

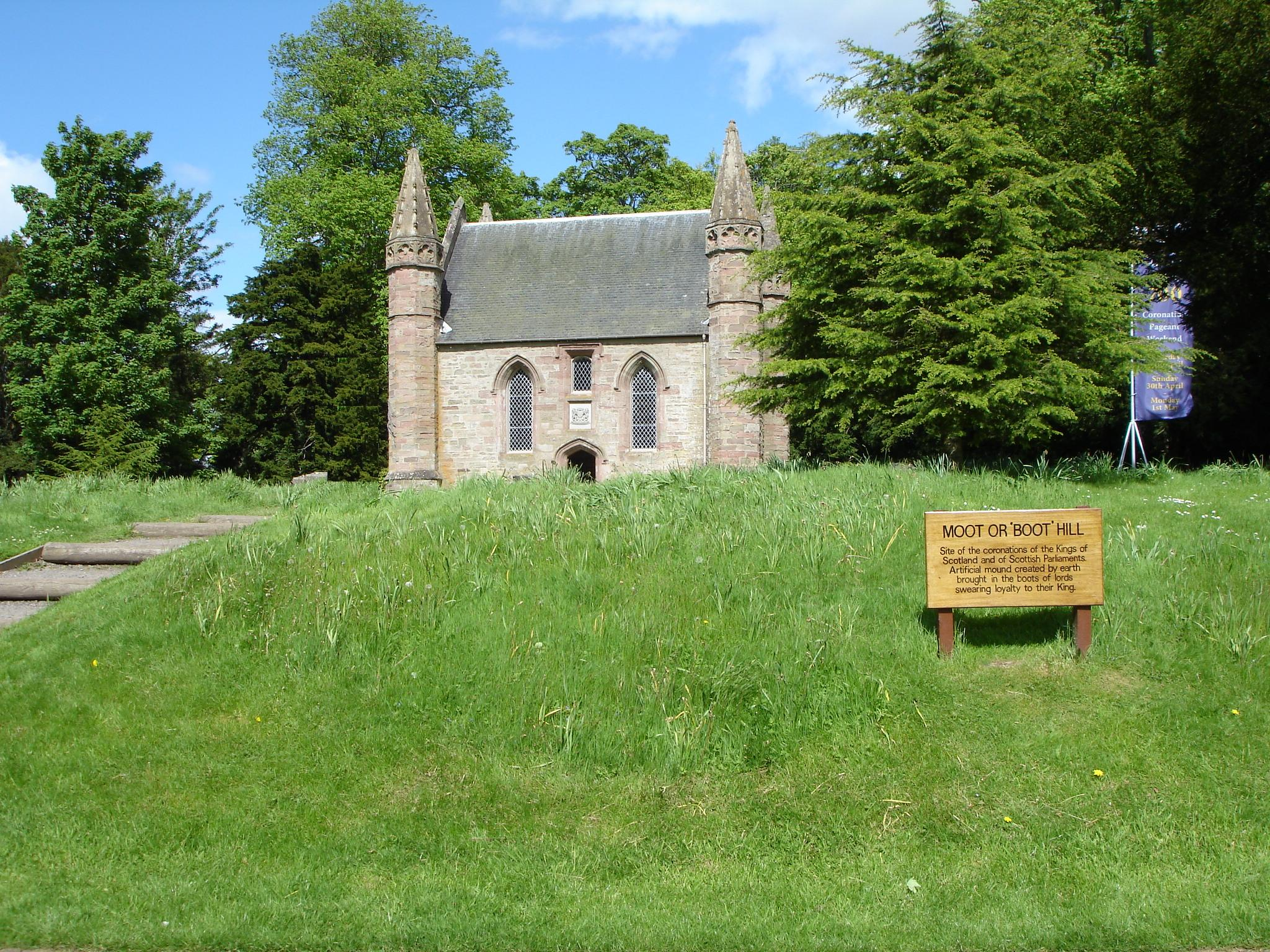
Moot Hill in Scone, einer der bevorzugten Versammlungsorte des Parliament of Scotland im 14. und 15. Jahrhundert

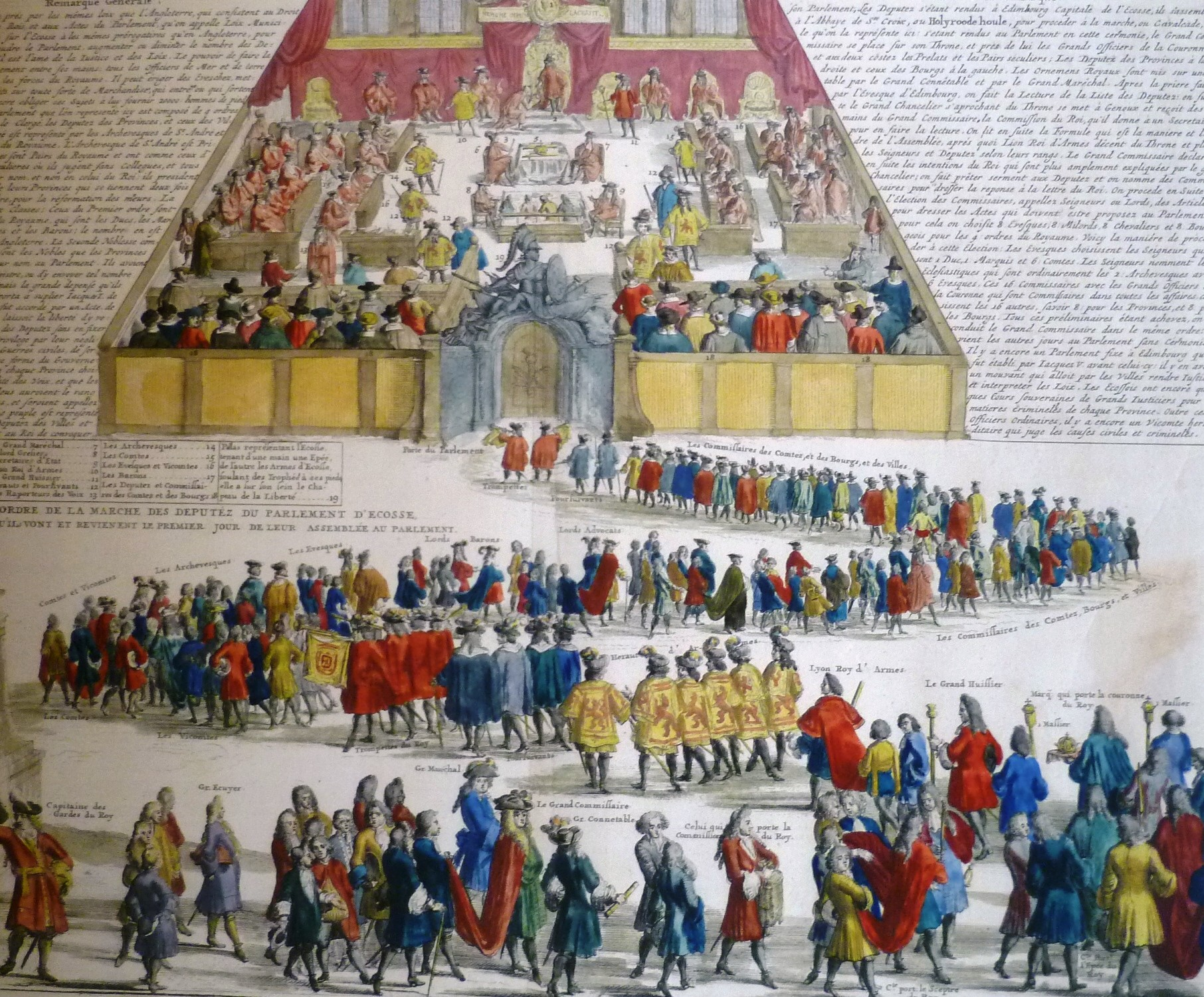
Feierlicher Einzug der Abgeordneten zum Parliament of Scotland um 1680, Zeichnung von 1720.

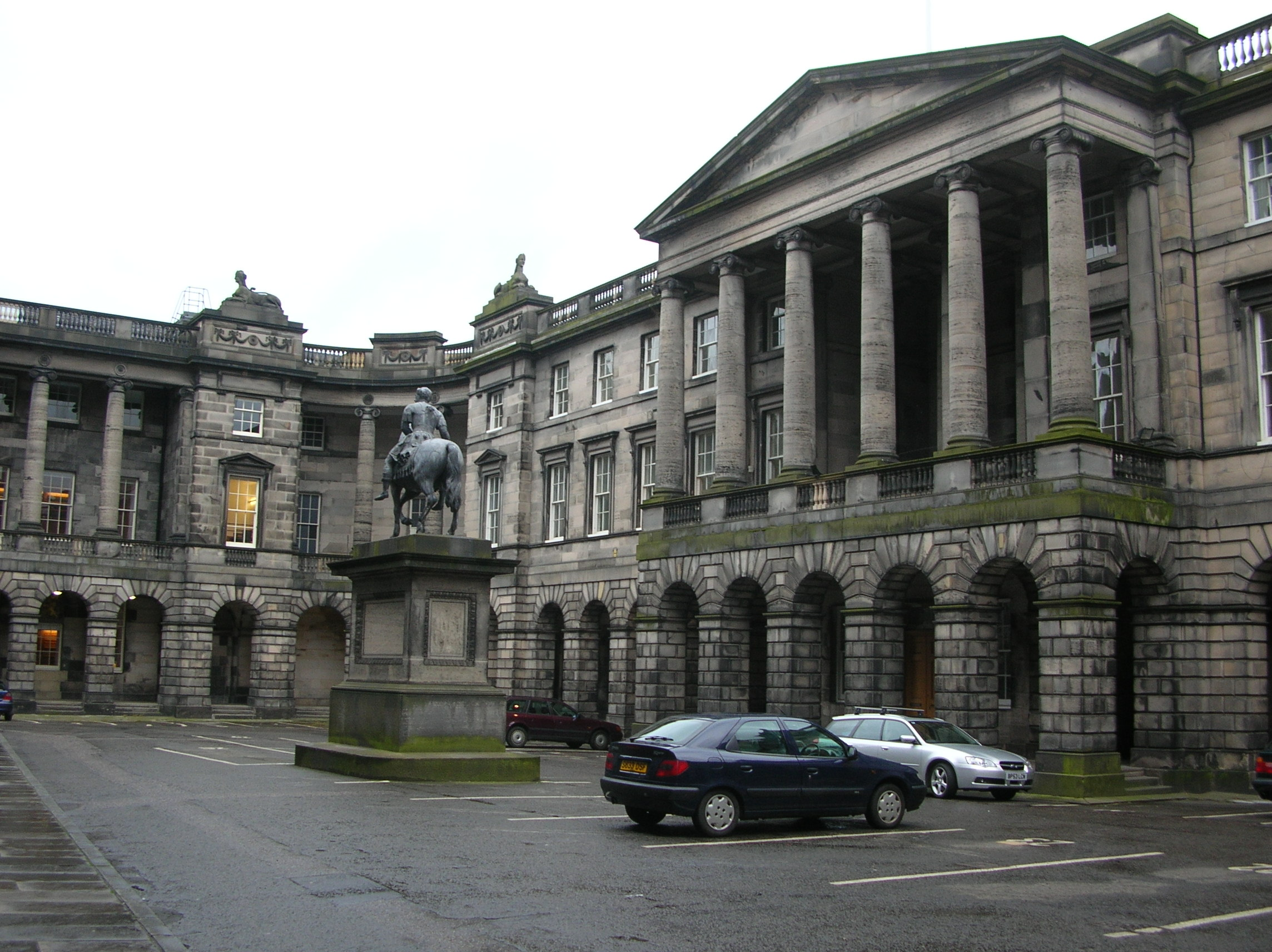
Parliament House in Edinburgh, der Sitz des Parlaments von 1639 bis Union im Jahr 1707.

Das Parliament of Scotland (scots: Pairlament o Scotland, deutsch ‚Parlament Schottlands‘, schottisch-gälisch Pàrlamaid na h-Alba), offiziell Estates of Parliament, war das historische Parlament und damit die Legislative des Königreichs Schottland (Kinrick o Scotland).

## Geschichte
Das Parlament entwickelte sich wie andere derartige Institutionen im Mittelalter aus dem königlichen Rat der Bischöfe und Earls. Ein Einkammer-Parlament in Schottland wurde zum ersten Mal in der ersten Hälfte des 12. Jahrhunderts anlässlich einer Versammlung um 1140 in Edinburgh Castle erwähnt. Das erste Mal, dass eine Urkunde darüber erhalten ist (in der wie über das zeitgenössische Parlament in England lateinisch als colloquium berichtet wird), war 1235 in Kirkliston (heute ein Vorort von Edinburgh), während der Herrschaft von König Alexander II. von Schottland, wo es bereits eine politische und juristische Rolle spielte.
Ab 1326 nahmen auch Vertreter der Royal Burghs, die Burgh Commissioners, an den Parlamentssitzungen teil. Ab 1437 weitete sich die Mitgliedschaft im Parlament auch auf den niederen Adel (Gentry), das heißt auf alle bedeutenden Grundbesitzer (insbesondere Lairds oder feudale Barone) aus. Alle Parlamentarier tagten in einem einzigen Raum. Sie setzten sich fortan aus den „Drei Ständen“ (Three Estates) zusammen:
- Erster Stand, der Klerus/die Prälaten (Bischöfe und Äbte);
- Zweiter Stand, der Adel (Peers und Gentry);
- Dritter Stand, das Bürgertum (Burgh Commissioners).

Im Zuge der Reformation entfielen schrittweise die Parlamentssitze des Ersten Standes. Die Abteien wurden ab dem 16. Jahrhundert säkularisiert und aufgelöst und die katholischen Bischöfe vom Parlament ausgeschlossen. Im Rahmen der Glorious Revolution entfielen durch die Abschaffung des Bischofsamtes in der Church of Scotland die letzten Parlamentssitze des Klerus. Viele aufgehobene Abteien wurden in weltliche Baronien umgewandelt, die nunmehr im Zweiten Stand zu einem Parlamentssitz berechtigten. Ab 1587 wurden, anstelle der unmittelbaren Mitgliedschaft des niederen Adels, in jedem County von den dortigen Grundbesitzern (das heißt den Hauptinhabern der königlichen Lehen) Shire Commissioners als Vertreter ins Parlament gewählt. Diese Abgeordneten waren deutlich von den Peers unterscheidbar und werden in der Literatur mitunter als neuer „Vierter Stand“ betrachtet, der gewissermaßen den wegfallenden Ersten Stand ersetzte, sodass es weiterhin drei Stände gab.
Während der Personalunion zwischen England und Schottland von 1603 bis 1707 konnte der König auch einen Adligen als Lord High Commissioner to the Parliament of Scotland einsetzen, der den König bei Abwesenheit im Parlament vertrat.
Als Sitzungsleiter fungierte gewöhnlich der Lord Chancellor of Scotland, alternativ auch der Lord High Commissioner to the Parliament of Scotland. Das Amt eines Speakers entwickelte sich anders als in England in Schottland nicht.
Das Parlament von Schottland bestand über mehr als vierhundert Jahre, bis es 1707 durch den Act of Union 1707 (deutsch Vereinigungsgesetz) aufgehoben wurde. Dadurch wurden die Königreiche Schottland und England zum Königreich Großbritannien fusioniert. Das Parlament von Schottland und das Parlament von England wurden beide durch die Acts of Union aufgelöst. Diese trat am 1. Mai 1707 in Kraft. Das neue Britische Parlament tagte erstmals am 23. Oktober 1707. Es gab 45 Abgeordnete aus Schottland im House of Commons und sechzehn Sitze für schottische Lords im House of Lords.
Gegen die Vereinigung der Parlamente setzten sich beispielsweise der schottische Politiker John Hamilton, 2. Lord Belhaven and Stenton (1656–1708), ebenso wie Andrew Fletcher (1655–1716) zur Wehr. Die Speech against the Union (deutsch: Rede gegen die Union) von Lord Belhaven, die er gegen diesen Vorschlag der Vereinigung im November 1706 hielt, fand viel Anklang und wurde vielfach veröffentlicht und diskutiert.
Durch den Act of Union 1800 wurde später auch das Königreich Irland mit dem Königreich Großbritannien zum Vereinigten Königreich fusioniert und dadurch 1801 das Parlament von Irland mit dem Britischen Parlament zum heutigen Parlament des Vereinigten Königreichs vereint.